# Sistematski pregled pri osnovnošolcih

## Sistematski pregled pri osnovnošolcih
Sistematski pregled se izvaja v 1., 3., 6., in 8. razredu osnovne šole. To je preventivni pregled, ki je namenjen odkrivanju težav, svetovanju in zdravstvenem nadzoru v zvezi s telesnim razvojem, prehranjenostjo, nezdravimi življenjskimi navadami ter telesnim in duševnim zdravjem. Poleg tega se opazuje tudi morebitna tvegana vedenja in zlorabe drog. 
V sklopu sistematskega pregleda se lahko v obliki predavanja, pogovora in demonstracij izvaja tudi vzgoja za zdravje. Vsebina programov se mora nagrajevati in biti primerna glede na starostno skupino otrok. Cilj vzgoje za zdravje je preprečevanje bolezni in poškodb ter zdrava rast in razvoj otrok in mladostnikov. Izvajalka teh programov je medicinska sestra, ki se povezuje z zdravniki ter s strokovnjaki na različnih področjih. Ker so potrebe otrok in družin različne, tudi vsebina ni namenjena le telesnim dejavnikom, ampak tudi čustvom, vzgoji in veščinam. 

### Intervencije, ki se izvajajo na področju sistematike osnovnošolskih otrok

#### Sistematični pregledi učencev v 1. razredu osnovne šole
Pregled poteka v prostorih zdravstvenega zavoda, kjer je udeleženih največ 30 učencev. Na pregled so otroci povabljeni pisno, delo pa opravlja tim šolskega zdravnika. 
Pregled obsega:
•	pregled zdravstvene dokumentacije, sporočil staršev in ankete;

•	osebno anamnezo: razgovor z otrokom o počutju v šoli, družini, razgovor o težavah, interesih, samostojnosti, prijateljih itd., šolski uspeh, izostajanje iz šole;
•	somatski status: presejalni testi: merjenje telesne teže in višine,ITM   (indeks telesne mase), krvni tlak in srčna frekvenca, ocena ostrine vida (Snellenove tablice), ADG (testiranje sluha), palpacija ščitnice, Adamsov test predklona, test odkrivanja valgusa kolen, ocena govora; ostali somatski status in laboratorij glede na indikacije;
Ob zaključku pregleda se ovrednoti ugotovljena stanja, postavijo se morebitne diagnoze, o rezultatih se obvesti osebnega zdravnika in starše. Pripravijo se potrebne napotnice za nadaljnjo obravnavo, če jo učenec potrebuje. Ocenijo pa se tudi morebitne kontraindikacije za cepljenje. Poteka tudi cepljenje po republiškem imunizacijskem programu in skupinska zdravstvena vzgoja v dveh skupinah.

#### Sistematični pregledi učencev v 3. razredu osnovne šole
Pregledi potekajo podobno, kot v 1. razredu.

#### Sistematični pregledi učencev v 6. razredu osnovne šole
Pri pregledu somatskega statusa imajo dodan indeks spolne zrelosti, Hbin rdeča krvna slika, urin: beljakovine in sediment, ter ostali somatski status glede na indikacije.

#### Sistematični pregledi učencev v 8. razredu osnovne šole
Pri postavitvi osebne anamneze upoštevajo poklicno usmeritev, zdravstvene težave in bolezni mladostnika, razgovor z mladostnikom na osnovi predhodne ankete: počutje v šoli, družini, med vrstniki, življenjske navade, morebitne obremenjenosti, stres in depresivnost, spolno vedenje, zloraba drog, tvegan način življenja, šolski uspeh in izostanki od pouka. Pri pregledu somatskega statusa je dodan pregled globinskega vida glede na poklicno usmeritev.
Če se na sistematskem pregledu ugotovi odstopanje v rasti in razvoju otroka ali mladostnika, je potrebno opraviti namenski pregled. Izvede se ga, ko odstopanja ne moremo opredeliti kot bolezensko stanje, kar pa zahteva pogostejše spremljanje, kot na dve leti. 
Namenski pregled se izvede tudi preden se otrok odpravi na organizirano zdravstveno letovanje. Namen je ugotoviti morebitno prisotnost nalezljivih bolezni, ki bi lahko ogrožale tudi druge udeležence na letovanju in pa, ali je otrokovo zdravstveno stanje sploh primerno za letovanje in ne bo ogrožalo rehabilitacije. Pregled opravita zdravnik in tehnik zdravstvene nege v prostorih zdravstvene ustanove, pri čemer zdravnik izda tudi pisna navodila in predpiše zdravila za čas letovanja.

### Sistematika osnovnošolcev na področju zobozdravstva in zobozdravstvene vzgoje
Izvajalcih preventivnega programa v otroškem zobozdravstvu so specialist pedontolog, usposobljeni zobozdravnik v dispanzerju za zobozdravstveno varstvo otrok in mladine (ima zaključen enoletni podiplomski študij iz otroškega in preventivnega zobozdravstva), zdravstveni delavec z višjo ali visoko izobrazbo za zobozdravstveno prosvetno in preventivno dejavnost pri populaciji od 0 do 19 let in srednja medicinska sestra za pomoč pri preventivnem delu v ordinaciji in pri preventivnih akcijah zobozdravniškega tima v otroškem in preventivnem zobozdravstvu.
Usposobljeni zobozdravnik skrbi za preventivno zobozdravstveno dejavnost po programu, ki obsega zobozdravstveno prosvetno dejavnost:
•	predavanja za starše, vzgojitelje, učitelje, otroke;
•	sodeluje pri organiziranju naravoslovnih dni v osnovnih šola;
•	izvaja primarno preventivno dejavnost na mlečnih in stalnih zobeh;
•	izvaja sekundarno prevencijo v smislu zgodnje detekcije in sanacije kariesa in razvojnih anomalij (1 x letno sistematski pregledi);
•	poroča o ugotovitvah pri sistematičnih pregledih z zakonom določen zdravstveno informacijski sistem.
Izvajanje obveznega preventivnega zobozdravstvenega varstva otrok in mladine in programirane zdravstvene vzgoje se zaradi posebnih potreb te skupine opravlja v zdravstvenih zavodih in zasebnih ordinacijah, ki pridobijo pooblastilo ministra za zdravstvo. Za dosego izboljšanja kakovosti zobozdravstvenega varstva in usklajevanja dela med posameznimi varstvi v osnovnem zdravstvu je nujno medsebojno sodelovanje med posameznimi varstvi.
Preventivni zobozdravstveni pregled učencev v vsakem razredu osnovne šole poteka v sodelovanju z osnovnimi šolami, šolskimi dispanzerji in starši. Preventivni pregled poteka enkrat letno, ponovni pregled pa se opravi šest mesecev po končanem zdravljenju zob. 
Preventiva obsega praktično učenje zobne in ustne nege, nenapovedano kontrolo čistosti zob, svetovanje o pravilni prehrani, čiščenje zobnih oblog, odkrivanje h kariesu nagnjenih otrok s slinskim testom, zalivanje fisur na stalnih kočnikih in ličnikih, ter fluorizacijo s tabletami (1-4 razred), premazi ali želeji (5-8 razred) ali s kombinacijo obeh metod fluoridizacije.

### Sistematika pri razvojno in vedenjsko motenih otrocih
Namen vsakoletnega sistematičnega preventivnega spremljanja je predvsem celostna obravnava otroka in mladostnika z razvojno ali vedenjsko motnjo, prilagojeno zdravstveno-vzgojno delo, kakor tudi tesno in učinkovito sodelovanje z družino prizadetega (svetovanje in seznanjanje s pravicami iz zdravstvenega in socialnega varstva, servisnih uslug, pridobivanja pripomočkov itd.) in pa tudi sodelovanje z vzgojno izobraževalnimi ustanovami ter z društvi. Kar je pomembno za doseganje skupnega cilja, ki pa je, da se otroka in mladostnika čim bolj usposobi za življenje in delovanje v skupnosti v kateri živi in se razvija. 
Preventivno zdravstveno varstvo razvojno in vedenjsko motenih otrok in mladostnikov, izvaja izbrani osebni zdravnik, in sicer specialist šolske medicine ali pediatrije, ki je dodatno usposobljen za delo z razvojno in vedenjsko motenimi otroki in mladostniki. Pregled praviloma poteka v prostorih zdravstvenega zavoda, razen v primeru če je otrok ali mladostnik hudo prizadet, potem ga lahko zdravnik opravi tudi na domu. Pregled opravi strokovno usposobljen tim, najmanj pa zdravnik in zdravstveni tehnik.

### Cepljenje, ki se izvaja v sklopu sistematskih pregledov osnovnošolcev
Kolektivna ali čredna imunost
S cepljenjem večine ljudi poskrbimo za zaščito skupnosti kot celote. S cepljenjem se namreč ne ščiti le cepljenega posameznika, temveč je z vsakim cepljenjem možnost prehajanja bolezni manjša. Kolektivna imunost je dosežena takrat, ko je na bolezen odporno tolikšno število ljudi, da epidemija ni več možna. S kolektivno imunostjo tako zaščitimo tudi tiste posameznike, ki se iz različnih razlogov ne smejo cepiti (ranljivi člani družbe, kot so novorojenčki in dojenčki, ter bolniki s trajnimi ali začasnimi motnjami v delovanju imunskega sistema kot so: bolniki z rakom, z dedno imunsko pomanjkljivostjo, z avtoimunskimi boleznimii, z odpovedjo ledvic in še mnogi drugi. S kolektivno imunostjo varujemo tudi tiste, ki se ne smejo cepiti zaradi razvite alergije na katero od sestavin cepiva, ter ščitimo tudi tiste, ki so se cepili, a njihov imunski sistem ni razvil protiteles. Cepljenje je, razen v izjemnih primerih in pri zamudnikih, priključeno sistematičnim pregledom.
Po vstopu v šolo se otroci cepijo:
•	v 1. razredu proti hepatitisu B (takrat prejmejo že 3. odmerek tega cepiva)
•	v 3. razredu OŠ proti davici, tetanusu in oslovskemu kašlju (4. odmerek)
•	v 6. razredu OŠ proti HPV (1. in 2. odmerek)
Cepljenje proti okužbam s humanimi papilomavirusi(HPV) se izvaja kot neobvezno in je brezplačno na voljo deklicam in dečkom v 6. razredu osnovne šole. Za deklice je bilo uvedeno leta 2015, od leta 2021 pa je na voljo tudi dečkom. Za cepljenje otrok proti HPV starši dobijo obvestilo in izjavo o cepljenju, ki jo podpišejo in s tem izrazijo soglasje ali nesoglasje s cepljenjem. Otroci prejmejo 2 odmerka.